# Apodibius richardi
Apodibius richardi är en djurart som tillhör fylumet trögkrypare, och som beskrevs av Béla Vargha 1995. Apodibius richardi ingår i släktet Apodibius och familjen Necopinatidae. Inga underarter finns listade i Catalogue of Life.